# Azuurwaterjuffer
De azuurwaterjuffer (Coenagrion puella) is een 33 tot 35 mm grote juffer die in vrijwel heel Europa en oostelijk tot Centraal-Azië voorkomt. In Nederland en België is het een algemeen voorkomende soort. De wetenschappelijke naam van de soort werd in 1758 als Libellula puella gepubliceerd door Carl Linnaeus.

## Kenmerken
De azuurwaterjuffer is een kleine, zeer slanke libel met een maximale spanwijdte van 5 cm. De soort is tussen de 33 en 35 millimeter lang. Zoals de meeste soorten van het geslacht Coenagrion is ook de azuurwaterjuffer moeilijk op naam te brengen. Kenmerkend is de hoefijzervormige zwarte vlek op het tweede achterlijfssegment. De vrouwtjes komen in een donkere en een lichte variant voor.
De mannelijke exemplaren hebben een lichtere en uitgebreider blauw dan andere waterjuffers. Op segment 2 staat doorgaans een U-vormige zwarte tekening, die niet is verbonden met de achterrand. De zwarte stukjes op segmenten 3, 4, en 5 zijn zeer kort, allen ongeveer een vijfde van de segmentlengte. Hierdoor komt het middengedeelte van het achterlijf zeer blauw over, met een regelmatig patroon van zwarte vlekjes. Segment 6 is voor circa de helft zwart, segment 7 is vrijwel geheel zwart. De segmenten 8 en 9 zijn grotendeels blauw. Aan de zijkant van het achterlijf lopen de zwarte vlekken uit in een smalle streep richting de voorrand van de segmenten. De schouderstrepen zijn normaal ontwikkeld.
Bij de vrouwelijke exemplaren zijn lichte delen groen tot blauw van kleur. Meestal hebben ze een (vrijwel) geheel donkere achterlijfsrug. Er bestaat ook een vorm met blauwe vlekken op segmenten 2 tot en met 5.

## Voortplanting
Het afzetten van de eitjes na de paring vindt in tandem plaats. Hierdoor verhindert het mannetje dat het vrouwtje door concurrenten bevrucht wordt. Het vrouwtje zet de eitjes met haar ovipositor in waterplanten af.

## Levensloop
De eitjes hebben twee tot vijf weken nodig om larve te worden. De larven overwinteren en sluipen na een jaar uit tussen mei en augustus met de grootste aantallen in juni. De imagines (volwassen dieren) hebben een maximale levensverwachting van vier weken.

## Habitat
De habitat is bij voorkeur stilstaand water waaronder vijvers in tuinen, maar ook beken worden regelmatig bezocht. De soort komt vooral op zandgronden voor. De soort leeft in Europa, Noord-Afrika en West-Azië.

## Afbeeldingen

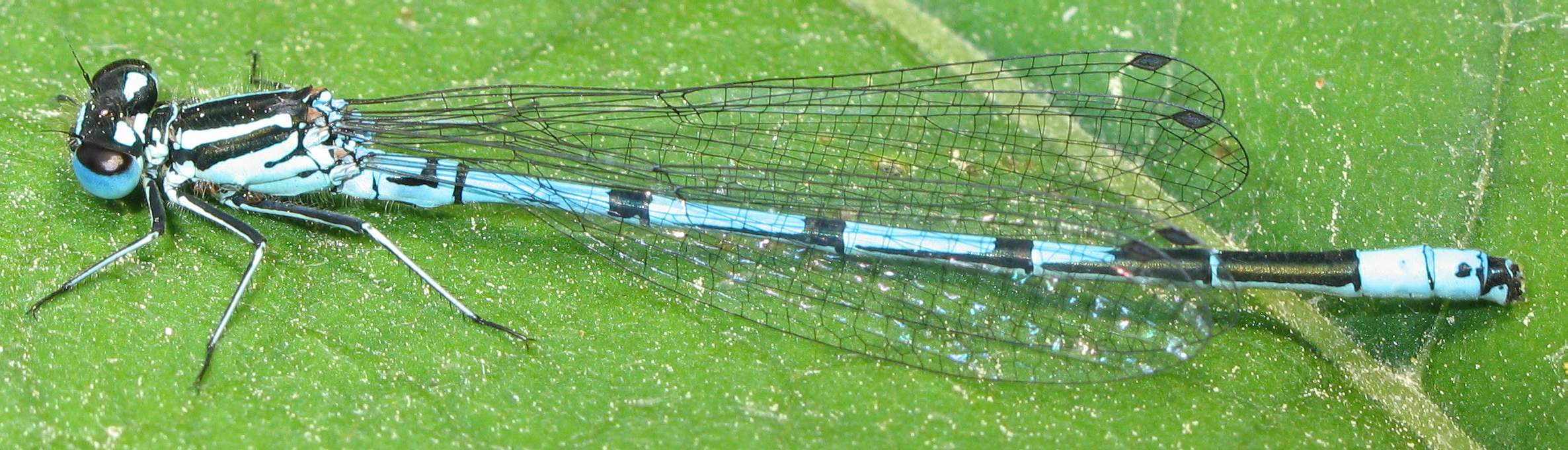
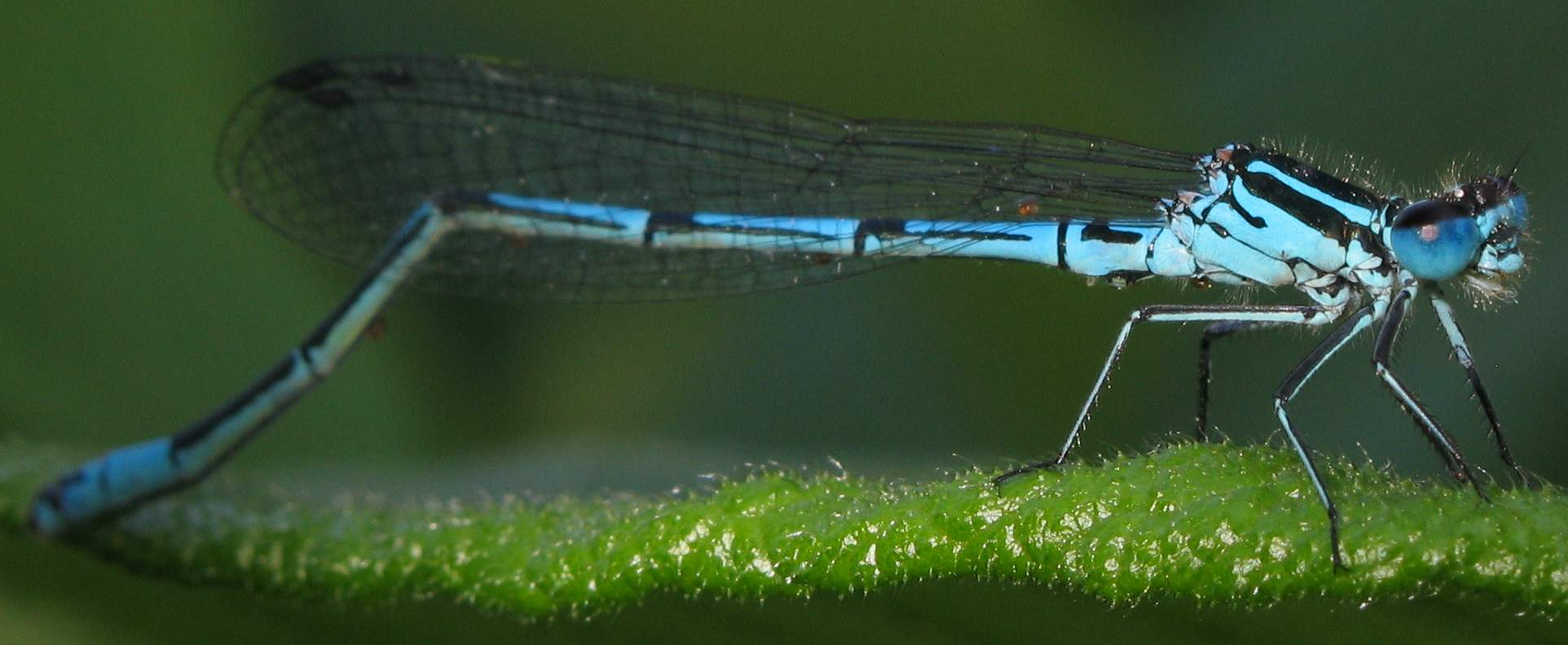
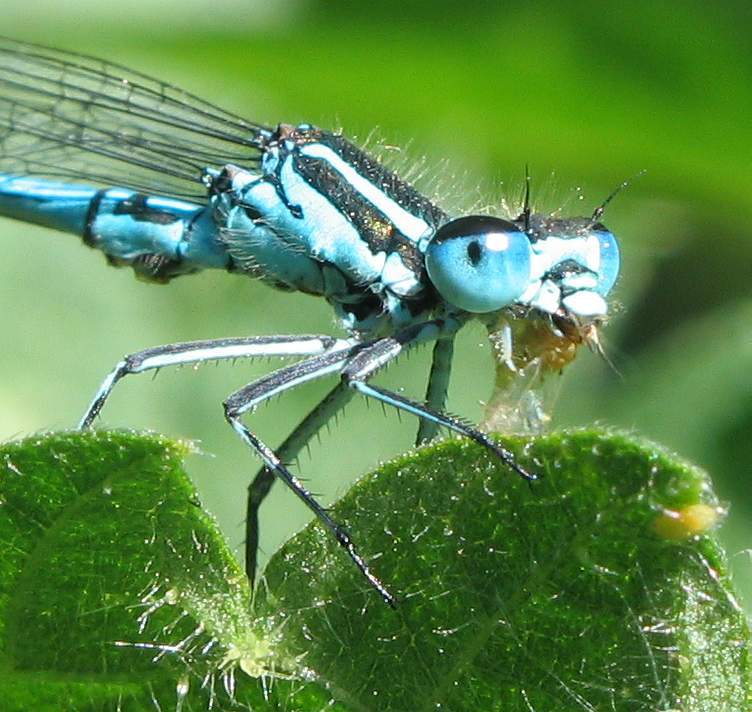
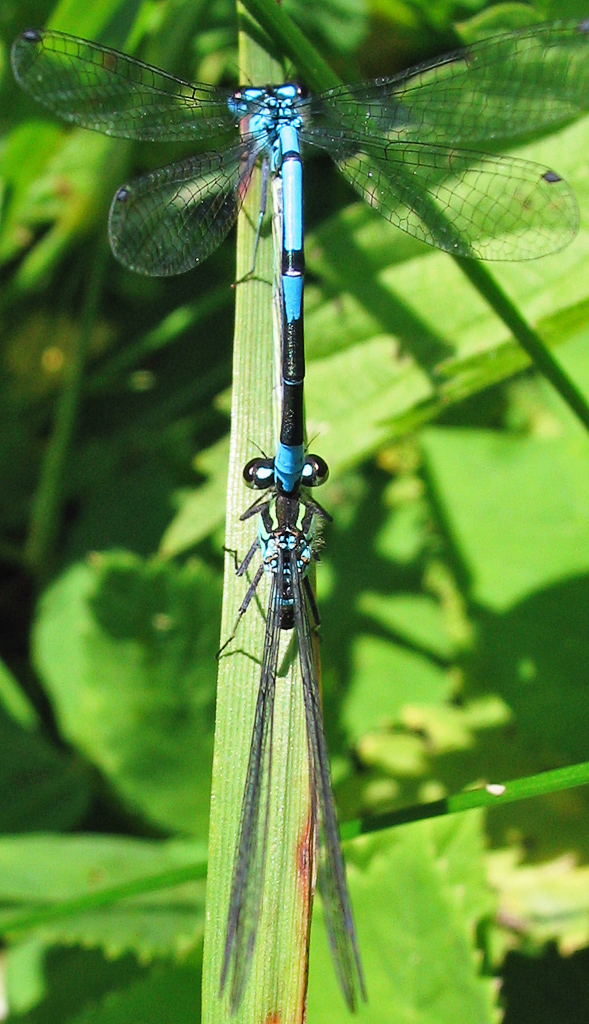
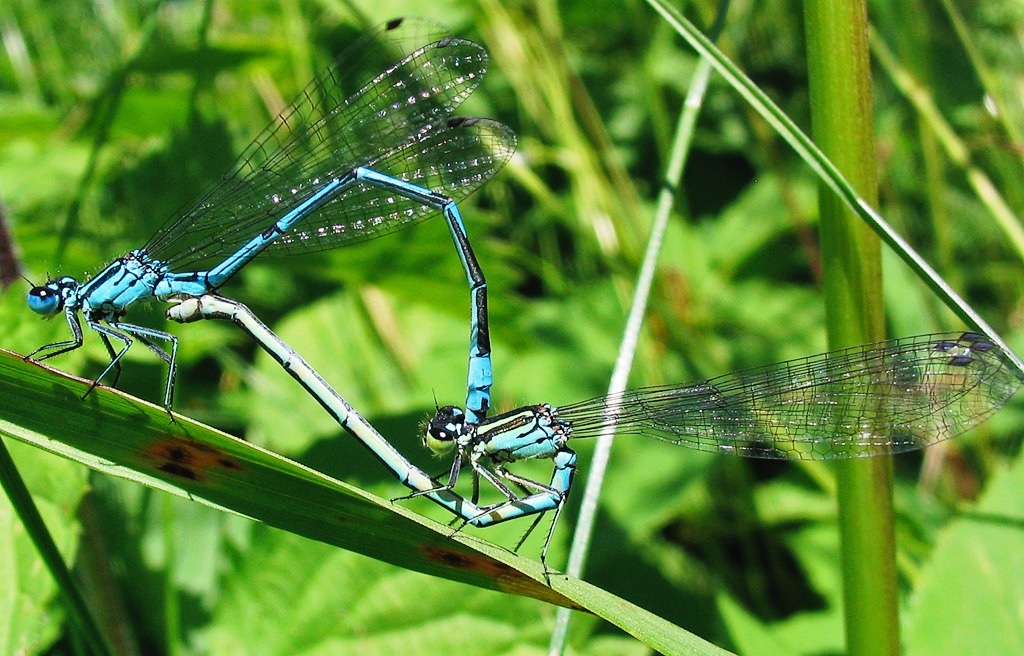